# 別所林治
別所 林治（べっしょ しげはる、生没年不詳）は、戦国時代の武将。親は別所静治。林治の系統は別所氏の分家筋にあたる。
本家筋の別所長治が織田信長に対し反旗を翻した際は、林治もこれに従う。
1578年、織田派の尼子勝久、山中幸盛に居城利神城を攻められ、落ち延びた。その後の行方は不明。

## 備考
林治の娘、率子（よしこ）は剣豪・宮本武蔵の父新免無二の後妻で、その後無二と離別し佐用郡住人田所政久と再婚したと言われている。